# Scheloribates bidactylus
Scheloribates bidactylus är en kvalsterart som beskrevs av Hammer 1961. Scheloribates bidactylus ingår i släktet Scheloribates och familjen Scheloribatidae. Inga underarter finns listade i Catalogue of Life.